# Patricia Morrison
Patricia Morrison, née le 14 janvier 1962 à Los Angeles, est une bassiste et chanteuse américaine. Cofondatrice avec Alicia Armendariz de The Bags, l'un des premiers groupes punk de Los Angeles, elle a collaboré à plusieurs autres formations musicales, dont The Gun Club, The Sisters of Mercy et The Damned.